# DDR-Rundfahrt 1977
Die 25. DDR-Rundfahrt fand vom 25. Juni bis zum 3. Juli 1977 statt. Sie führte mit neun Etappen über 1.076 km. Bernd Drogan konnte zum ersten Mal diese Rundfahrt gewinnen.

## Wertungstrikots
Bei dieser Rundfahrt wurden vier Wertungstrikots vergeben: das Gelbe Trikot des Gesamtbesten, das Blaue der besten Mannschaft, das Violette des aktivsten Fahrers, sowie das Weiße des besten Nachwuchsfahrers.

## Etappen
Die Rundfahrt erstreckte sich mit neun Etappen über 1.076 km.

### 1. Etappe:EinzelzeitfahreninForst, 30 km
|    | Fahrer              | Mannschaft                          | Zeit       |
| -- | ------------------- | ----------------------------------- | ---------- |
| 1. | Andreas Petermann   | DDR                                 | 40:46 min  |
| 2. | Michael Schiffner   | SC DHfK Leipzig                     | + 0:35 min |
| 3. | Joachim Vogel       | SC Karl-Marx-Stadt / SG Wismut Gera | + 0:59 min |
| 4. | Michael Max         | SC Cottbus                          | + 1:17 min |
| 5. | Hans-Joachim Meisch | SC Turbine Erfurt                   | + 1:20 min |
| 6. | Martin Goetze       | SC DHfK Leipzig                     | + 1:29 min |

### 2. Etappe: Rund um denKreis Forst, 180 km
|    | Fahrer              | Mannschaft                          | Zeit       |
| -- | ------------------- | ----------------------------------- | ---------- |
| 1. | Hans-Joachim Meisch | SC Turbine Erfurt                   | 4:22:04 h  |
| 2. | Burkhard Freese     | DDR                                 | + 0:10 min |
| 3. | Joachim Vogel       | SC Karl-Marx-Stadt / SG Wismut Gera | + 0:20 min |
| 4. | Bernd Drogan        | DDR                                 | + 0:30 min |
| 5. | Adam Jagła          | Polen                               | + 0:30 min |
| 6. | Holger Kickeritz    | SC Dynamo Berlin I                  | + 0:30 min |

### 3. Etappe: Forst –Görlitz, 123 km
|    | Fahrer              | Mannschaft      | Zeit       |
| -- | ------------------- | --------------- | ---------- |
| 1. | Gyula Nagy          | Ungarn          | 2:52:31 h  |
| 2. | Karl-Dietrich Diers | DDR             | + 0:10 min |
| 3. | Heiko Salzwedel     | SC Cottbus      | + 0:20 min |
| 4. | Masek               | ČSSR            | + 0:30 min |
| 5. | Siegfried Graf      | SC DHfK Leipzig | + 0:30 min |
| 6. | Hans-Peter Wehe     | DDR             | + 0:30 min |

### 4. Etappe:Bischofswerda–Bad Schmiedeberg, 168 km
|    | Fahrer         | Mannschaft                          | Zeit       |
| -- | -------------- | ----------------------------------- | ---------- |
| 1. | Adam Jagła     | Polen                               | 4:06:30 h  |
| 2. | Peter Richter  | SC Cottbus                          | + 0:10 min |
| 3. | Bernd Drogan   | DDR                                 | + 0:20 min |
| 4. | Martin Goetze  | SC DHfK Leipzig                     | + 0:30 min |
| 5. | Detlef Kletzin | ASK Vorwärts Frankfurt/O. I         | + 0:30 min |
| 6. | Hartmut Korn   | SC Karl-Marx-Stadt / SG Wismut Gera | + 0:30 min |

### 5. Etappe:Wittenberg–Arendsee, 165 km
|    | Fahrer                | Mannschaft                   | Zeit       |
| -- | --------------------- | ---------------------------- | ---------- |
| 1. | Siegbert Schmeißer    | DDR                          | 3:46:53 h  |
| 2. | Burkhard Freese       | DDR                          | + 0:10 min |
| 3. | Henryk Santysiak      | Polen                        | + 0:20 min |
| 4. | Carsten Daun          | ASK Vorwärts Frankfurt/O. I  | + 0:30 min |
| 5. | Adam Jagła            | Polen                        | + 0:30 min |
| 6. | Hans-Joachim Schippel | ASK Vorwärts Frankfurt/O. II | + 0:30 min |

### 6. Etappe:Perleberg–Neubrandenburg, 166 km
|    | Fahrer              | Mannschaft                  | Zeit       |
| -- | ------------------- | --------------------------- | ---------- |
| 1. | Siegbert Schmeißer  | DDR                         | 3:40:16 h  |
| 2. | Holger Kickeritz    | SC Dynamo Berlin I          | + 0:10 min |
| 3. | Hans-Joachim Meisch | SC Turbine Erfurt           | + 0:20 min |
| 4. | Burkhard Freese     | DDR                         | + 0:30 min |
| 5. | Uwe Freese          | SC Dynamo Berlin I          | + 0:30 min |
| 6. | Thilo Fuhrmann      | ASK Vorwärts Frankfurt/O. I | + 0:30 min |

### 7. Etappe: Neubrandenburg –Schwerin, 153 km
|    | Fahrer              | Mannschaft                  | Zeit       |
| -- | ------------------- | --------------------------- | ---------- |
| 1. | Siegbert Schmeißer  | DDR                         | 4:14:40 h  |
| 2. | Burkhard Freese     | DDR                         | + 0:10 min |
| 3. | Michael Schiffner   | SC DHfK Leipzig             | + 0:20 min |
| 4. | Hans-Joachim Meisch | SC Turbine Erfurt           | + 0:30 min |
| 5. | Detlef Kletzin      | ASK Vorwärts Frankfurt/O. I | + 0:30 min |
| 6. | Peter Richter       | SC Cottbus                  | + 0:30 min |

### 8. Etappe: Schwerin –Rostock, 79 km
|    | Fahrer              | Mannschaft         | Zeit       |
| -- | ------------------- | ------------------ | ---------- |
| 1. | Hans-Peter Wehe     | DDR                | 1:47:54 h  |
| 2. | Michael Schiffner   | SC DHfK Leipzig    | + 0:10 min |
| 3. | Adam Jagła          | Polen              | + 0:20 min |
| 4. | Hans-Joachim Meisch | SC Turbine Erfurt  | + 0:30 min |
| 5. | Holger Kickeritz    | SC Dynamo Berlin I | + 0:30 min |
| 6. | Gottfried Preising  | SC Turbine Erfurt  | + 0:30 min |

### 9. Etappe: Einzelzeitfahren in Rostock, 12 km
|    | Fahrer              | Mannschaft         | Zeit       |
| -- | ------------------- | ------------------ | ---------- |
| 1. | Hans-Joachim Meisch | SC Turbine Erfurt  | 15:38 min  |
| 2. | Bernd Drogan        | DDR                | + 0:17 min |
| 3. | Michael Schiffner   | SC DHfK Leipzig    | + 0:29 min |
| 4. | Siegbert Schmeißer  | DDR                | + 0:48 min |
| 5. | Hartmut Langosch    | SC Dynamo Berlin I | + 0:52 min |
| 6. | Peter Greiner       | SC Dynamo Berlin I | + 0:54 min |

## Gesamtwertungen

### Gelbes Trikot (Einzelwertung)
|     | Fahrer              | Mannschaft                          | Zeit       |
| --- | ------------------- | ----------------------------------- | ---------- |
| 01. | Bernd Drogan        | DDR                                 | 25:54:46 h |
| 02. | Joachim Vogel       | SC Karl-Marx-Stadt / SG Wismut Gera | + 1:41 min |
| 03. | Wolfgang Schröder   | SC Dynamo Berlin II                 | + 3:13 min |
| 04. | Burkhard Freese     | DDR                                 | + 3:21 min |
| 05. | Hartmut Langosch    | SC Dynamo Berlin I                  | + 3:52 min |
| 06. | Peter Greiner       | SC Dynamo Berlin I                  | + 5:14 min |
| 07. | Hans-Joachim Meisch | SC Turbine Erfurt                   | + 5:58 min |
| 08. | Siegfried Graf      | SC DHfK Leipzig                     | + 6:23 min |
| 09. | Carsten Daun        | ASK Vorwärts Frankfurt/O. I         | + 6:28 min |
| 10. | Heiko Salzwedel     | SC Cottbus                          | + 6:33 min |

### Blaues Trikot (Mannschaft)
|    | Mannschaft                  | Zeit        |
| -- | --------------------------- | ----------- |
| 1. | DDR                         | 77:38:33 h  |
| 2. | SC Dynamo Berlin I          | + 21:28 min |
| 3. | ASK Vorwärts Frankfurt/O. I | + 25:36 min |
| 4. | SC Cottbus                  | + 26:03 min |
| 5. | SC Turbine Erfurt           | + 27:10 min |
| 6. | SC DHfK Leipzig             | + 50:59 min |

### Violettes Trikot (Aktivster Fahrer)
|    | Fahrer              | Mannschaft                  | Punkte |
| -- | ------------------- | --------------------------- | ------ |
| 1. | Eberhard Sanftleben | SC DHfK Leipzig             | 15     |
| 2. | Detlef Kletzin      | ASK Vorwärts Frankfurt/O. I | 13     |
| 3. | Siegbert Schmeißer  | DDR                         | 13     |

### Weißes Trikot (Nachwuchsfahrer)
|    | Fahrer              | Mannschaft        | Punkte |
| -- | ------------------- | ----------------- | ------ |
| 1. | Hans-Joachim Meisch | SC Turbine Erfurt | 19     |
| 2. | Siegbert Schmeißer  | DDR               | 18     |
| 3. | Burkhard Freese     | DDR               | 10     |

## Anmerkung
1. ↑  Bei allen Zeitangaben sind die Etappenzeitgutschriften bereits mit eingerechnet.